# مارج بيرسي
مارج بيرسي (من مواليد 31 مارس 1936) ناشطة وكاتبة تقدمية أمريكية. أبرز أعمالها "امرأة على حافة الزمن". He, She and It, التي فازت بجائزة آرثر سي كلارك عام 1993؛ وذهب إلى الجنود (بالإنجليزية: رحيل الجنود)، وهو في قائمة نيويورك تايمز لأكثر الكتب مبيعا ورواية تاريخية شاملة تدور أحداثها خلال الحرب العالمية الثانية. تنحصر أعمال بيرسي في تراثها اليهودي، ونشاطها الاجتماعي والسياسي الشيوعي، والمُثُل النسوية.

## حياة

### الأسرة والحياة المبكرة
ولدت مارج بيرسي في ديترويت بولاية ميشيغان لأبوين هما بيرت بونين بيرسي وروبرت بيرسي. بينما كان والدها غير متدين من خلفية المشيخية، نشأت يهودية على يد والدتها وجدتها لأمهااليهودية الأرثوذكسية، التي أطلقت عليها اسما عبريا (مرح).
قالت بيرسي: عن طفولتها وهويتها اليهودية،«كان اليهود والسود دائمًا مجتمعين معًا عندما ترعرعت. أنا لم أكبر "بيضاء". لم يكن اليهود من البيض. كان صديقي الأول أسود. لم أعرف أنني كنت بيضاء حتى قضينا وقتًا في بالتيمور وذهبت إلى مدرسة ثانوية منفصلة. لا أستطيع التعبير عن مدى غرابة الأمر. ثم اكتشفت أنهم لا يعرفون أنني يهودية».
طالبة غير مبالية في طفولتها المبكرة، نمت حبها للكتب عندما أصيبت بالحصبة الألمانية والحمى الروماتيزمية في منتصف طفولتها ولم يكن بإمكانها سوى القراءة. «علمتني أن هناك عالمًا مختلفًا هناك، وأن كل هذه الآفاق كانت مختلفة تمامًا عما يمكنني رؤيته».

## تعليم
أصبحت بيرسي أول من يلتحق بالكلية في عائلتها بعد تخرجها من مدرسة ماكنزي الثانوية، حيث درست في جامعة ميشيغان وحصلت على درجة البكالوريوس في عام 1957. مكنها الفوز بجائزة هوبوود للشعر والخيال (1957) من إنهاء دراستها الجامعية وقضاء بعض الوقت في فرنسا. حصلت على ماجستير من جامعة نورث وسترن عام 1958.

## مرحلة البلوغ
بعد التخرج من الكلية، ذهبت بيرسي وزوجها الأول إلى فرنسا، ثم عادا إلى الولايات المتحدة. انفصلا عندما كانت بيرسي في الثالثة والعشرين من عمره عاشت في شيكاغو، أعالت نفسها في العمل في وظائف مختلفة بدوام جزئي بينما كانت تحاول نشر رواياتها دون جدوى. خلال هذا الوقت أدركت بيرسي أنها تريد كتابة روايات تركز على السياسة والنسوية وأفراد الطبقة العاملة. بعد زواجها الثاني، انخرطت بيرسي في منظمة لاب من أجل مجتمع ديمقراطي. في عام 1968، نشر أول كتاب شعر لبييرسي بعنوان بريكينج كامب، وقبل نشر روايتها الأولى في نفس العام.

## الحياة الشخصية والعلاقات
تزوجت مارج بيرسي في سن مبكرة من زوجها الأول، وهو فيزيائي يهودي فرنسي. ومع ذلك، فشل الزواج عندما كانت في الثالثة والعشرين من عمرها؛ تعزو بيرسي هذا إلى توقعاته لأدوار الجنسين في الزواج. في عام 1962 تزوجت من زوجها الثاني، روبرت شابيرو، عالم الكمبيوتر. انفصلا، وتزوجت بيرسي من زوجها الحالي، إيرا وود. تعيش هي وزوجها في عائلة سمبسون (الموسم 17)ماساتشوستس،MA. صممت بيرسي منزلهم، حيث يعيش الزوجان منذ السبعينيات.

## النشاط
شاركت بيرسي في حركة الحقوق المدنية، اليسار الجديد، طلاب من أجل مجتمع ديمقراطي. هي ناشطة نسوية، وبيئية، وماركسية، واجتماعية، وناشطة مناهضة للحرب.
في عام 1977، أصبحت بيرسي زميلة معهد المرأة لحرية الصحافة (WIFP)، وهي منظمة نشر أمريكية غير ربحية تعمل على زيادة التواصل بين النساء وربط الجمهور بأشكال من وسائل الإعلام القائمة على النساء.

## الكتابة
ألفت بيرسي أكثر من سبعة عشر مجلدا من القصائد، من بينها القمر دائما أنثى (1980، تعتبر كلاسيكية نسوية) و فن نعمة اليوم (1999). نشرت خمسة عشر رواية، مسرحية واحدة (الطبقة البيضاء الأخيرة)، شاركت في تأليفها مع زوجها الحالي والثالث إيرا وود)، ومجموعة واحدة من المقالات (كتل ملونة للحاف)، وكتاب واحد غير خيالي، ومذكرات واحدة. ساهمت بقطعتين «سد جراند كولي» و «أغنية البطة اللعينة» في المختارات الشهيرة الأخوية النسوية قوة: مختارات من كتابات من حركة تحرير المرأة، من تحرير روبن مورغان.
غالبًا ما تركز رواياتها وشعرها على الاهتمامات النسوية أو الاجتماعية، على الرغم من اختلاف إعداداتها. بينما جسم من الزجاج (نُشرت في الولايات المتحدة باسم هو وهي وهي هي رواية خيال علمي فازت بجائزة آرثر سي كلارك، مدينة الظلام، مدينة النور تدور أحداثها خلال الثورة الفرنسية. روايات أخرى، مثل الناس الصيف و أشواق النساء تدور أحداثها في العصر الحديث. تشترك جميع كتبها في التركيز على حياة المرأة.
يخلط فيلم "امرأة على حافة الزمن" (1976) قصة السفر عبر الزمن مع قضايا العدالة الاجتماعية والنسوية وعلاج المرضى عقليًا. تعتبر هذه الرواية من كلاسيكيات الخيال العلمي «التأملي» الطوباوي بالإضافة إلى كلاسيكيات النسوية. نسب ويليام جيبسون الفضل إلى امرأة على حافة الزمن باعتبارها مسقط رأس سايبربانك، كما ذكر بيرسي في مقدمة لـ جسم من الزجاج (هو، هي وشيء، 1991) نفسه يفترض وجود عالم مدمر بيئيًا تهيمن عليه مدن ضخمة مترامية الأطراف ونسخة مستقبلية من الإنترنت، والتي من خلالها ينسج بيرسي عناصر التصوف اليهودي وأسطورة غولم، على الرغم من كونها مفتاحًا عنصر القصة هو محاولات الشخصية الرئيسية لاستعادة حضانة ابنها الصغير.
تروي العديد من روايات بيرسي قصصها من وجهات نظر شخصيات متعددة، وغالبًا ما تتضمن صوتًا من منظور الشخص الأول بين العديد من روايات الشخص الثالث. تتبع روايتها التاريخية في الحرب العالمية الثانية رحيل الجنود (1987) حياة تسعة شخصيات رئيسية في الولايات المتحدة وأوروبا وآسيا. حساب الشخص الأول في رحيل الجنود هو يوميات المراهقة الفرنسية جاكلين ليفي مونو، التي يتبعها النازيون أيضًا في صيغة الغائب بعد أسرها.
يميل شعر بيرسي إلى أن يكون شعرًا حرًا شخصيًا للغاية وغالبًا ما يتمحور حول القضايا النسوية والاجتماعية. يُظهر عملها التزامًا بالتغيير الاجتماعي - ما قد تسميه[بحث أصيل]، في المصطلحات اليهودية، تيكون أولام، أو إصلاح العالم. يبرز في القصة، عجلة السنة اليهودية، ومجموعة من المناظر الطبيعية والإعدادات.
ساهمت بيرسي بقصائد في مجلة Kalliope: وهي مجلة لأاب أدب وفن المرأة . ساهمت بيرسي أيضًا في مجموعة المقالات التي كتبتها القيادات النسائية في حركة المناخ.

## الروايات
- النزول بسرعة[الإنجليزية]، 1969
- رقصة النسر للنوم، 1970
- تغييرات صغيرة، 1973
- امرأة على حافة الزمن، 1976
- غلاء المعيشة، 1978
- فيدا، 1979
- حياة مضفرة، 1982
- فلاي اواي هوم، 1985
- ذهب إلى الجنود، 1987
- سمر بيبول، 1989
- هو وهي و[الإنجليزية] (الملقب بجسم الزجاج)، 1991
- شوق المرأة، 1994
- مدينة الظلام، مدينة النور، 1996
- ستورم تايد (رواية)[الإنجليزية]، 1998 (مع ايرا وود)
- ثلاث نساء، 1999
- الطفل الثالث 2003
- حروب الجنس (رواية)[الإنجليزية] 2005

## قصص قصيرة
تكلفة الغداء، إلخ، 2014

## مجموعات شعرية
- بريكينج كامب، 1968
- من الصعب المحبة، 1969
- «دمية باربي (قصيدة)[الإنجليزية]»، 1973
- 4-إخبار (مع إيميت جاريت، ديك لوري، روبرت هيرشون)، 1971
- ليكون مفيدا، 1973
- العيش في العراء، 1976
- وميض العجلة الإثني عشر مكبرًا، 1978
- القمر دائمًا أنثى، 1980
- دوائر على الماء، قصائد مختارة، 1982
- حجر، ورق، سكين، 1983
- جسد أمي، 1985
- الضوء المتاح، 1988
- النضج المبكر: شعر المرأة الأمريكية الآن (محرر)، 1988؛ 1993
- مارس وأطفالها، 1992
- ما هي الفتيات الكبار مصنوعة من، 1997
- أوائل Grrrl،1999.
- فن مباركة اليوم: قصائد ذات طابع يهودي، 1999
- الألوان تمر من خلالنا 2003
- قمر الجوع: قصائد جديدة ومختارة، 1980-2010، 2012
- صنع في ديترويت، 2015
- في المخرج، أطفئ الضوء، 2020

## مجموعات أخرى
- "The Grand Coolie Damn" و "Song of the fucked duck" في Sisterhood قوي: مختارات من كتابات من حركة تحرير المرأة، 1970، تحرير روبن مورغان
- الطبقة البيضاء الأخيرة، (شارك في تأليف مسرحية إيرا وود)، 1979
- كتل ملونة جزئية للحاف، (مقالات)، 1982
- تشرق الأرض سرًا: كتاب أيام (تقويم الكتاب اليومي)، 1990
- إذن أنت تريد أن تكتب، (غير قصصي)، 2001
- النوم مع القطط (مذكرات)، 2002
- حياتي، جسدي (مؤلفون صريحون)، (مقالات، قصائد ومذكرات)، 2015

## الجوائز والتكريمات
- جائزة آرثر سي كلارك للخيال العلمي، 1992[23]
- جائزة برادلي، نادي الشعر الإنكليزي الحديث،1992[23]
- جائزة بريت ه دوروت، مركز شالوم، 1992[23]
- جائزة ماي سارتون، نادي الشعر في نيو إنجلاند، 1991[23]
- جائزة جولدن روز للشعر، نادي نيو إنجلاند للشع، 1990[23]
- جائزة كارولين كايزر للشعر، 1986، 1990[23]
- جائزة الوقف الوطني للفنون، 1978[23]
- دكتوراه فخرية في الآداب الإنسانية من كلية الاتحاد العبرية، سينسيناتي، أوهايو، 2004[23]

## روابط خارجية
- الموقع الرسمي
- Piercy in conversation with Martin Espada May 20, 2009 from Lannan (audio file)
- Marge Piercy نسخة محفوظة 9 مايو 2013 على موقع واي باك مشين. at womenshistory.about.com
- Marge Piercy in Jewish Women: A Comprehensive Historical Encyclopedia at Jewish Women's Archive
- مارج بيرسي في قاعدة بيانات الأفلام على الإنترنت
- Biography نسخة محفوظة 24 يناير 2005 على موقع واي باك مشين. from Fooling With Words with Bill Moyers on PBS
- Marge Piercy papers at the University of Michigan
- مارج بيرسي  على قاعدة بيانات الخيال التأملي على الإنترنت
- Marge Piercy في مستندات مكتبة الكونغرس، مع 59 كتالوج للسجلات